# Plunct, Plact, Zuuum... 2
Plunct, Plact, Zuuum... 2 é a continuação do famoso especial de televisão Plunct, Plact, Zuuum, produzida e exibida pela Rede Globo em 23 de março 1984 às 21:30 - na faixa conhecida como "Sexta Super". Foi exibido quase dez meses após o original de 1983.
O elenco do programa original, composto por Aretha Marcos, Fabiano Vannucci, Marinela Graça Mello, Paulo Vignolo, Gabriel Vannucci, Alessandra Lacet e Bruno Netto, conduz a continuação ao lado dos bonecos de Luiz Ferré e Beto Dorneles, que viriam a criar a matilha da TV Colosso, e de um balé infantil, acompanhando uma sucessão de fatos, geralmente ocorridos com famílias de pais separados. Todas as situações consideradas mais comuns foram escolhidas por psicólogos que assessoraram a produção.

## Enredo
Morando no mesmo edifício, a turma se reúne no parque e, durante as diversões, surgem conversas sobre família. Delas são pinçados casos de famílias separadas.

## Canções
- "A Verdadeira História de Adão e Eva" - Blitz
- "Papai Sabe Tudo" - Erasmo Carlos
- "Subproduto do Rock" - Barão Vermelho
- "Conselhos da Titia" - Ruban e Tavinho Paes
- "Deu Bololô" - Eduardo Dusek, Marília Pêra, Marco Nanini, Regina Casé e Luiz Fernando Guimarães
- "Brinquedo de Amar"
- "Grilo Danado"
- "Garoto Cibernético" - Paulo Vignolo
- "Sua Vez" - Ivan Lins e Gabriel Vannucci
- "Pai" - Fabiano Vannucci
- "Além das Alianças" - Vanusa e Aretha Marcos
- "Geração da Luz" - Raul Seixas

## Ficha técnica
- Conceito original: Wilson Rocha, Augusto César Vanucci, Daltony Nóbrega, Stil
- Roteiro: Wilson Rocha
- Direção geral: Augusto César Vanucci
- Produção: Marny Elwis, Verônica Esteves, Eliana Marcatti